# مارجريت مونتاو
مارجريت مونتاو (بالبرتغالية: Margareth Lobo Montão) مواليد 19 يوليو 1971 في ساو باولو، هي لاعبة كرة يد برازيلية. مثلت منتخب البرازيل لكرة اليد للسيدات. شاركت في دورة الألعاب الأولمبية الصيفية سنة 2004.

## روابط خارجية
- مارجريت مونتاو على موقع أوليمبيديا (الإنجليزية)